# 아타미정 (시즈오카현)
아타미정(熱海町)은 시즈오카현의 동부 가모군·다가타군에 속했던 정이다. 현재의 아타미시에 해당한다.

## 역사
- 1889년 4월 1일 - 정촌제 시행에 의해 가모군 아타미촌이 성립하였다.
- 1891년 6월 11일 - 정으로 승격해 아타미정이 되었다.
- 1896년 4월 1일 - 군제 시행에 의해 다가타군 아타미정이 되었다.
- 1937년 4월 10일 - 다가촌과 신설합병해 아타미시가 성립하여, 동일 아타미정은 폐지되었다.

## 교통

### 철도
- 철도성
  - 도카이도 본선
  - 이토선

## 참고문헌
- 大日本篤農家名鑑編纂所編『大日本篤農家名鑑』大日本篤農家名鑑編纂所、1910年。
- 商業興信所編『日本全国諸会社役員録 明治30年』商業興信所、1893 - 1911年。
- 高崎雅雄編『大日本医師名簿』光明社、1925年。
- 人事興信所編『人事興信録 第18版 下』人事興信所、1955年。
- 『産経日本紳士年鑑 第8版 下』産経新聞年鑑局、1969年。
- 『가도카와 일본 지명 대사전 22 静岡県』。